# Wardanaszen
Wardanaszen – wieś w Armenii, w prowincji Armawir. W 2011 roku liczyła 824 mieszkańców.